# Charles de Courbes
Œuvres principales
Motets, messes, chansons
Charles de Courbes, est un magistrat de l'administration royale, organiste et compositeur français, né vers 1580 et mort après 1628.

## Biographie
Il est né autour de 1580 et aurait séjourné très jeune à la cour de Louise de Lorraine-Vaudémont, veuve d'Henri III, au château de Chenonceau vers 1589-1599 puis à Moulins (Allier) vers 1599-1601. Peut-être était-il le fils d’un des officiers de sa maison ? La page de titre de ses Cantiques le désigne comme « élu et lieutenant particulier », c'est-à-dire officier de l'administration fiscale, chargé des litiges touchant à la levée des impôts ; lui incombaient non seulement la répartition des impôts directs au sein de son ressort (l’élection), mais aussi la garantie de justice dans les procédures fiscales. Son Parisis paru en 1613 révèle une certaine familiarité avec des membres de la cour, de la magistrature ou de l’administration, comme avec des personnages ayant été dans l'entourage de Henri III ou de Louise de Lorraine-Vaudémont.
En 1628, année de son testament, Courbes devient organiste de l'église Saint-Sauveur de Paris ; il résidait alors rue Saint-Sauveur.

## Œuvres

### LeParisis(1612)
- Le Parisis de C. de Courbes. Paris : Blain Vilain, 1613. 8°. Exemplaire à Paris BNF : 8-BL-15643.

Recueil écrit à l'occasion des fiançailles de Louis XIII avec Anne d'Autriche en 1612, et présenté au roi un an plus tard. Il rassemble des pièces de vers adressées à des membres de la cour, de la magistrature et de l’administration, à quelques amis aussi. Ces pièces, réparties en trois groupes, révèlent que Courbes était bien introduit dans la cour de France.

### LesCantiques spirituels(1622)

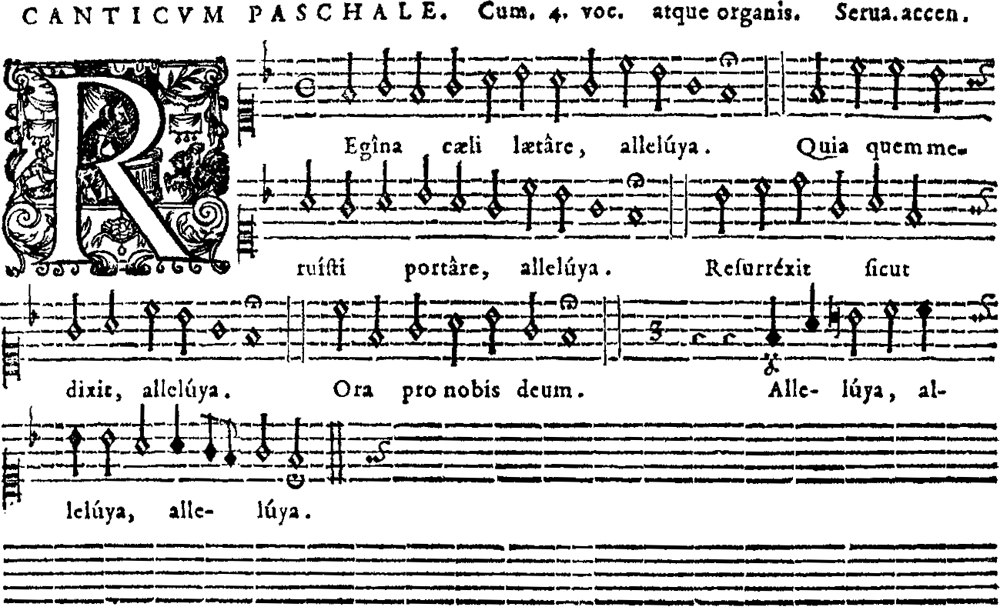
Le Regina coeli extrait des Cantiques de 1622.

- Cantiques spirituels nouvellement mis en musique à quatre, cins, six, sept et huit parties par le sieur de Courbes, esleu et lieutenant particulier. Paris : Pierre I Ballard, 1622[3].

Édition critique par Marc Desmet avec fac-similé de l'exemplaire conservé à Troyes (Saint-Étienne : Publications de l'Université Jean Monnet et Lyon : Éditions Symétrie, 2005) avec une introduction développée, d’où sont extraits les éléments biographiques ci-dessus.
Contient 37 cantiques, assez disparates dans leur inspiration comme dans leurs sources littéraires et musicales. Textes en français, en latin et le dernier en grec. Les sources littéraires sont issues de la liturgie chrétienne traditionnelle mais s’y trouve aussi des textes de Philippe Desportes (1546-1606) et des paraphrases et des traductions de Courbes lui-même. La pièce finale, le motet Angeli, archangeli à sept voix, superpose six textes liturgiques différents ainsi que les mélodies du plain-chant de cinq d’entre eux. Marc Desmet fait l’hypothèse que le volume a pu être présenté au roi à l’occasion simultanée du 21e anniversaire du roi et de la reine, en septembre 1622.

### L’Office du Saint-Sacrement(1623)
- L’Office du St Sacrement mis en musique avec tablature de luth à 5 parties  (Paris, 1623). Édition perdue, connue seulement par l’inventaire de la bibliothèque des imprimeurs Ballard[5].